# Mareen Kräh
Mareen Kräh (Spremberg, 28 de enero de 1984) es una deportista alemana que compitió en judo.
Ganó una medalla de bronce en el Campeonato Mundial de Judo de 2013 y tres medallas de bronce en el Campeonato Europeo de Judo entre los años 2006 y 2015. En los Juegos Europeos de Bakú 2015 consiguió do medallas, plata por equipo y bronce en la categoría de –52 kg.

## Palmarés internacional
| Campeonato Mundial | Campeonato Mundial      | Campeonato Mundial | Campeonato Mundial |
| Año                | Lugar                   | Medalla            | Categoría          |
| ------------------ | ----------------------- | ------------------ | ------------------ |
| 2013               | Río de Janeiro (Brasil) | Medalla de bronce  | –52 kg             |
| Juegos Europeos    |                         |                    |                    |
| Año                | Lugar                   | Medalla            | Categoría          |
| 2015               | Bakú (Azerbaiyán)       | Medalla de plata   | Equipo             |
| 2015               | Bakú (Azerbaiyán)       | Medalla de bronce  | –52 kg             |
| Campeonato Europeo |                         |                    |                    |
| Año                | Lugar                   | Medalla            | Categoría          |
| 2006               | Tampere (Finlandia)     | Medalla de bronce  | –52 kg             |
| 2012               | Cheliábinsk (Rusia)     | Medalla de bronce  | –52 kg             |
| 2015               | Bakú (Azerbaiyán)       | Medalla de bronce  | –52 kg             |